# Tittaf
Tittaf est une oasis algérienne de la commune de Tamest, Daïra de Fenoughil dans la wilaya d'Adrar. Sa population est d'environ 2 000 habitants.

## Situation
Tittaf est une oasis au nord de Touat l'Henné, elle est limitée au sud par le ksar de Gharmianou, à l'est et au nord par la hammada, à l'ouest par les oasis d'Aghil, Temassekht, Ikiss et Lahmer

## Toponymie
Tittaf mot en Taznatit signifie «Tenez-le» féminin de «Ittef». le même mot signifie en tamacheq (Taregui) «maintenue, Tenir fermement».

## Histoire
La fondation de l'oasis de Tittaf remonte à une période très ancienne, avant le VIe siècle apr. J.-C. ; ses premiers occupants, comme son nom l'indique, étaient des Berbères.
Une kasbah a été fondée à Tittaf par les Juifs après leur grande immigration au Touat et la création de la synagogue de Tamentit en 517 apr. J.-C.,.
Après l'action de Cheikh Abdelkrim El Maghili contre les Juifs réfractaires à ses admonestations verbales, les Juifs quittent la région en un grand mouvement d'exode vers d'autres régions d'Algérie et du Maroc.
Un relais de tribus arabes qui ont afflué vers l'oasis, en cite : Ouled Sahera, Ouled Amar, Ouled Lahcen et Ouled Idder: descendants de cheikh Idder. Leur arrivée se fit en 1146 apr. J.-C., après un séjour à Yekko, ils s'installèrent à Tittaf où le cheikh Idder a un mausolée,. Taybioun : descendants de Moulmay Touhami connu pour son mausolée à Tittaf, ils se disent Ouazzani.
Tittaf se compose de plusieurs anciens ksours tels que : KSAR OULED AHMED, KSAR OULED LAHSEN, KSAR OULED SAHERA, KSAR OULED LHADJ ALI (où se trouve une ancienne mosquée appelée El masjid El Atik), KSAR AGHEMBRI (signifie en berbère le ksar externe), KSAR BASSA.
En 1925, la tribu de Touati Ahmed Ben Barka a migré du ksar de Tittaf vers Tiliouine aux environs de Ouled Saïd (Gourara).

## Langue
Le taznatit est parlé dans la région du Gourara et aussi au Touat notamment à Tittaf et Tamentit (où il avait déjà pratiquement disparu en 1985), alors que les gens de cette oasis parlent arabe.

## Agriculture et Foggara
L'agriculture représente l'activité économique la plus importante dans l'oasis de Tittaf, la production majeure est celle des palmiers dattiers. Comme partout dans le Sahara, la population locale a développé un système d'irrigation pour assurer l'eau en quantité suffisante, par exemple la Foggara dont les noms des principales à Tittaf sont:

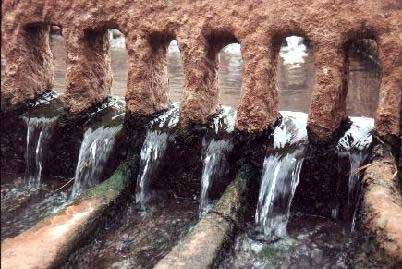
Peigne (kesria) de répartition.

| nom en Arabe   | nom en Français    | Nombre de puits (m) |
| -------------- | ------------------ | ------------------- |
| هعدي           | aahdi              | 150                 |
| بويوسف         | Bouyoucef          | 210                 |
| أوغزير (أخزل)  | Oughzir (Akhzel)   | 200                 |
| أولاد مالك     | Ouled Malek        | 150                 |
| تاغجمت المنصور | Taghjemt Elmançor  | 150                 |
| تاغجمت امبارة  | Taghjemt Ambara    | 224                 |
| تاهلي بيباي    | Tahli Bibai        | 160                 |
| تقرافت         | Takeraft           | 200                 |
| زمزمية         | Zemzemia           | 210                 |
| عبد الله       | Abdellah           | ?                   |
| افقاريش        | Afkarich           | ?                   |
| احرطان         | Ahertane           | ?                   |
| عمر عيسى       | Omar Aissa         | ?                   |
| بلميريل        | Belmiril           | ?                   |
| بلقايد         | Belkaied           | ?                   |
| دروغزم         | Droughzem          | ?                   |
| فلوان          | Felouane           | ?                   |
| ماضي           | Madhi              | ?                   |
| صاف الياقوت    | Saf El Yakout      | ?                   |
| تاخجامت وصحرى  | Takhjamet Oussahra | ?                   |
| تاقوسا         | Takoussa           | ?                   |
| طالب بيك       | Taleb Bik          | ?                   |
| تامست لقرارة   | Tamest L'grara     | ?                   |
| تكوزة          | Tekouza            | ?                   |

## Personnalités
- Abou Zeïd Abderrahmane Ben Abou Ishak Ibrahim Ben Ali El Guentouri originaire de Tittaf (Tamest), son grand-père s’installe à Guentour (Gourara) ; il a laissé plusieurs œuvres manuscrites, consultées jusqu’à présent par les hommes de religion. Il est décédé en 1689 à Guentour où il est enterré[12].
- cheikh Idder érudit musulman algérien, d'origine marocaine. Après une tournée au Soudan, il revient pour s'installer à Tittaf, et travaille pour unifier les tribus.
- Moulay Touhami est un chérif de Ouezzane, c'est lui probablement qui a introduit la confrérie soufie Taybia à Tittaf. Il a un mausolée dans le cimetière qui porte son nom à Tittaf.